# Diócesis de La Rochelle
La diócesis de La Rochelle (en latín: Dioecesis Rupellensis y en francés: Diocèse de La Rochelle et Saintes) es una circunscripción eclesiástica de la Iglesia católica en Francia. Se trata de una diócesis latina, sufragánea de la arquidiócesis de Poitiers. Desde el 9 de marzo de 2016 su obispo es Georges Colomb, de la Sociedad de las Misiones Extranjeras de París, aunque François Jacolin, de los Misioneros de La Plaine, es el administrador apostólico sede plena. Desde el 22 de enero de 1852 los obispos de La Rochelle llevan además el título de obispo de Saintes (Sanctonensis).

## Territorio y organización

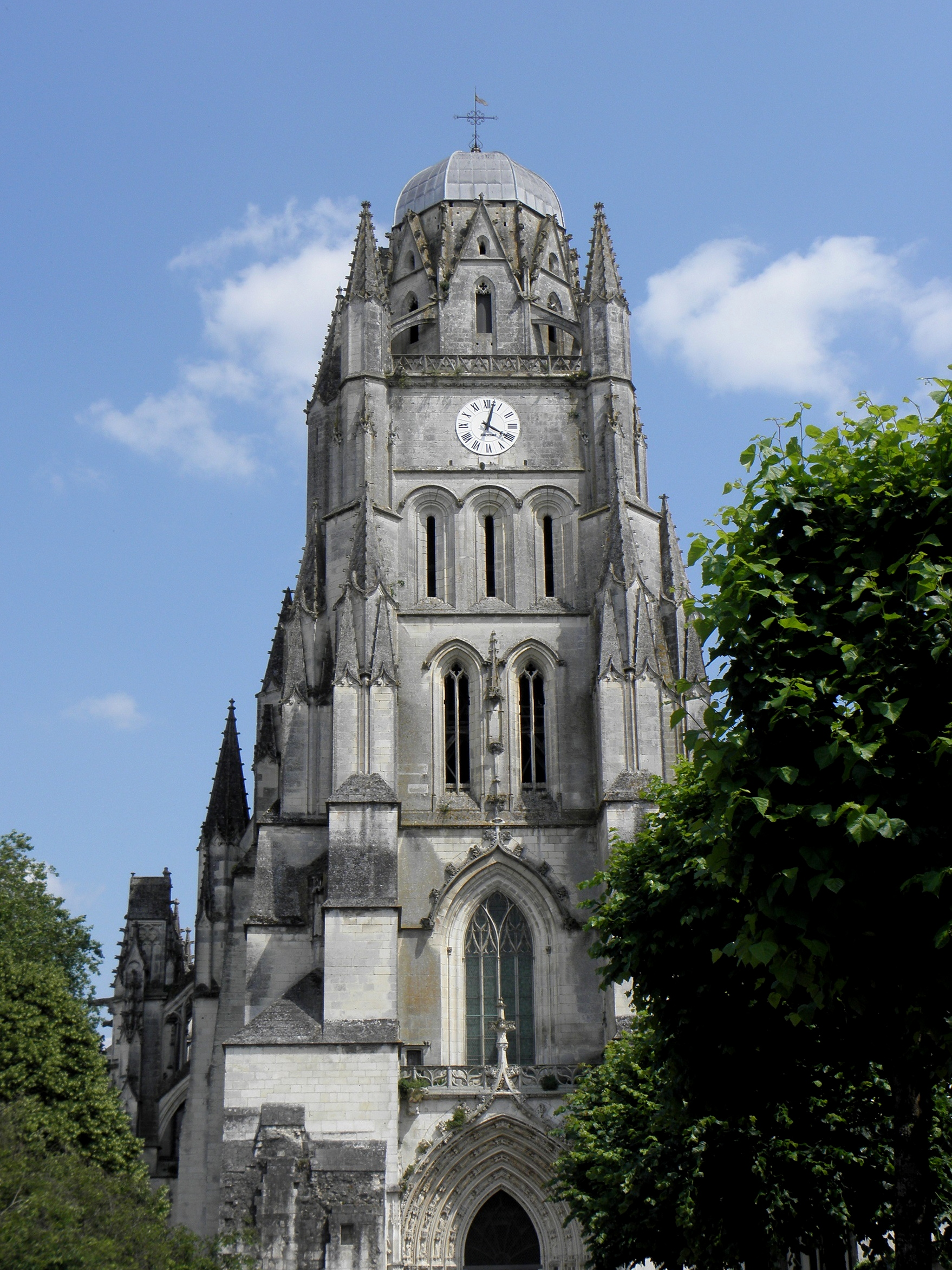
Concatedral basílica de San Pedro, en Saintes

La diócesis tiene 7105 km² y extiende su jurisdicción sobre los fieles católicos de rito latino residentes en el departamento de Charente Marítimo, en la región de Nueva Aquitania, y en la colectividad de ultramar de San Pedro y Miquelón.

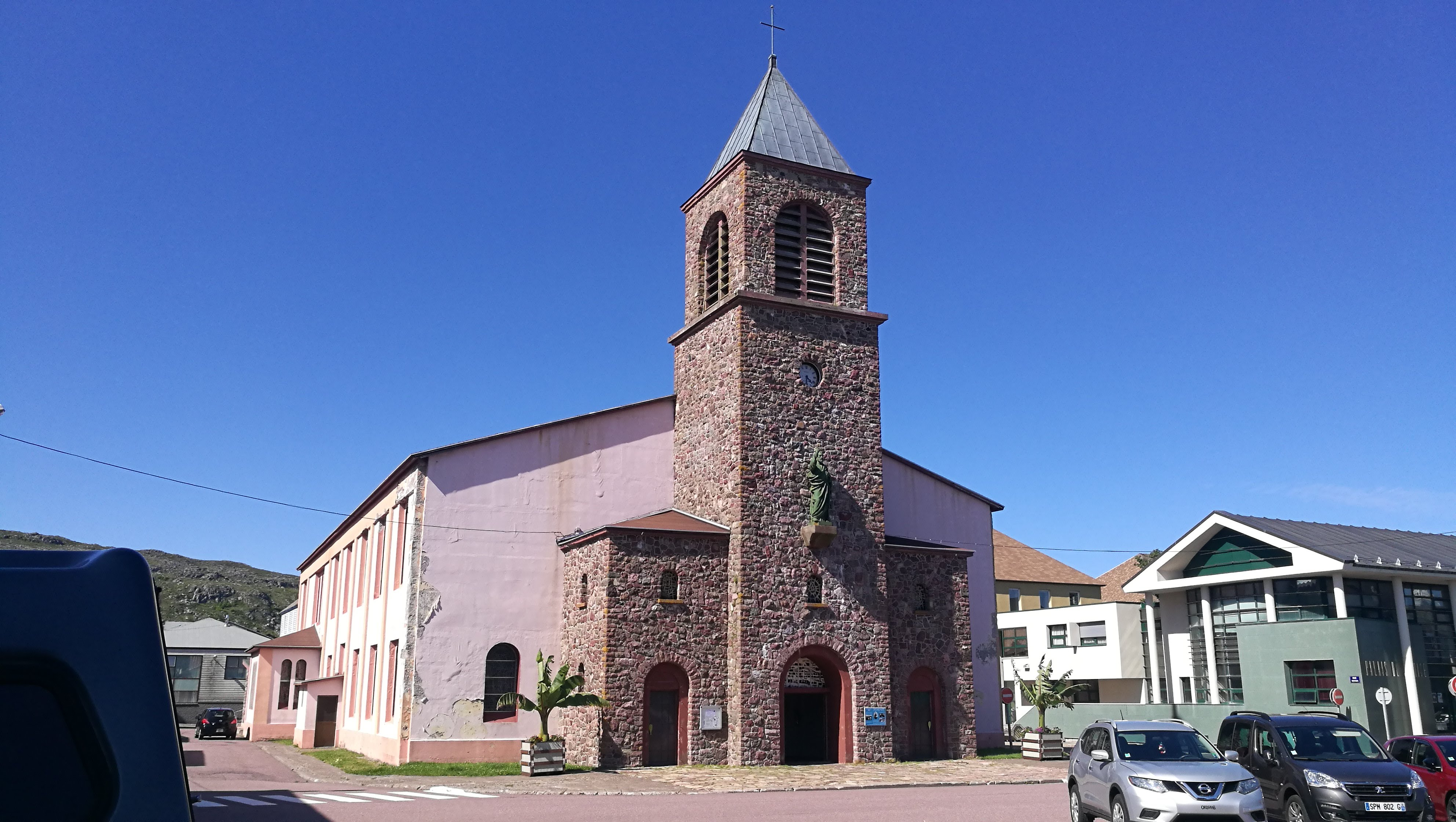
Excatedral de San Pedro, en San Pedro y Miquelón

La sede de la diócesis se encuentra en la ciudad de La Rochelle, en donde se halla la Catedral de San Luis. En Saintes se halla la Concatedral basílica de San Pedro, excatedral de la diócesis de Saintes. En San Pedro (en la isla de isla de San Pedro en la colectividad de ultramar de San Pedro y Miquelón) se encuentra la excatedral de San Pedro del vicariato apostólico de las Islas San Pedro y Miquelón. Las ruinas de la antigua Catedral de San Pedro ubicadas en Maillezais, se encuentran el territorio de la diócesis de Luçon.
En 2021 en la diócesis existían 47 parroquias (tras la reorganización territorial llevada a cabo a finales del siglo XX, el número de parroquias se redujo desde las más de 470) agrupadas en 8 decanatos: La Rochelle, Rochefort, Royan, Saintes, La Plaine d'Aunis, Saint-Jean d'Angély, Haute-Saintonge y Saint-Pierre-et-Miquelon.

## Historia
La diócesis de Maillezais fue erigida el 13 de agosto de 1317 con la bula Salvator noster del papa Juan XXII, al mismo tiempo que la diócesis de Luçon, obteniendo el territorio de la diócesis de Poitiers (hoy arquidiócesis), debido sobre todo a la excesiva extensión territorial de esta última y al aumento del número de habitantes que había alcanzado el millón. Originalmente fue sufragánea de la arquidiócesis de Burdeos.
La sede episcopal se instaló en la abadía benedictina de San Pedro en Maillezais, fundada a finales del siglo X. La nueva diócesis integraba el arciprestazgo de Ardin, los decanatos de Bressuire, Fontenay-le-Comte, Saint-Laurent-sur-Sèvre y Vihiers, para un total de 284 parroquias repartidas en un territorio que incluye la mayor parte del Bajo Poitou (una parte del sureste de la actual Vandea, parte norte del departamento de Deux-Sèvres y parte suroeste del departamento de Maine y Loira).
Durante algunos años François Rabelais fue canónigo de la catedral de Maillezais.
Durante las guerras de religión la iglesia catedral fue destruida, lo que hizo imposible la residencia de los obispos y del cabildo; por este motivo la sede fue trasladada temporalmente a Fontenay-le-Comte. En 1629 el papa Urbano VIII recomendó a Henri de Béthune la reconstrucción de los edificios destruidos, pero el intento fracasó.
Así, el 4 de mayo de 1648, en virtud de la bula In supereminenti del papa Inocencio X a la diócesis de Maillezais le fueron fusionados los territorios tomados de la parte norte de la diócesis de Saintes, la isla de Ré, Aunis y La Rochelle, para un total de 92 parroquias. Al mismo tiempo, la sede episcopal fue trasladada a La Rochelle y la diócesis adoptó su nombre actual. Con estas decisiones se pretendía frenar la influencia protestante en la ciudad de La Rochelle.
En 1742 el obispo Augustin-Roch de Menou colocó la primera piedra de la nueva catedral, que fue terminada en 1784 y consagrada por François-Joseph-Emmanuel de Crussol d'Uzès el 27 de junio. Este edificio sustituyó a la anterior iglesia de San Bartolomé, que sirvió de procatedral durante varios años y que fue destruida por un incendio en 1687.
Tras el concordato con la bula Qui Christi Domini del papa Pío VII del 29 de noviembre de 1801, los límites de la diócesis se adaptaron a los de los departamentos. La diócesis se extendía por los departamentos de Charente Maritimo y Vendea, incluyendo así la diócesis de Luçon y la mayor parte de la de Saintes, que fueron suprimidas. Por otra parte, tuvo que ceder buena parte del territorio de la antigua sede de Maillezais a las diócesis de Poitiers y Nantes.
El 6 de octubre de 1822 mediante bula Paternae charitatis del papa Pío VII se restableció la diócesis de Luçon, obteniendo el territorio de la diócesis de La Rochelle. Con esta última modificación, la diócesis se vio significativamente modificada en comparación con la situación anterior a la Revolución francesa: todo el territorio de la diócesis de Maillezais antes de 1648 ya no formaba parte de la nueva estructura diocesana; si antes de 1789 La Rochelle, ciudad episcopal, estaba situada en el extremo sur de la diócesis, ahora lo estaba en el extremo norte.
El 22 de enero de 1852 los obispos de La Rochelle obtuvieron el privilegio de añadir a su título el de la suprimida diócesis de Saintes, cuya antigua catedral se encuentra en el territorio diocesano.
El 8 de diciembre de 2002, tras la reorganización de los distritos eclesiásticos franceses, pasó a formar parte de la provincia eclesiástica de la arquidiócesis de Poitiers.
En 2009 se estableció el obispado titular correspondiente a la antigua sede de Maillezais, que actualmente se encuentra fuera de los límites de la diócesis, en la diócesis de Luçon.
El 1 de marzo de 2018, en virtud del decreto La situation ecclésiale de la Congregación para la Evangelización de los Pueblos, el vicariato apostólico de las Islas de San Pedro y Miquelón fue fusionado en el territorio diocesano, simultáneamente abolido, comprendía 2 parroquias en la colectividad de ultramar de San Pedro y Miquelón en América del Norte.

## Estadísticas
Según el Anuario Pontificio 2022 la diócesis tenía a fines de 2021 un total de 400 000 fieles bautizados.
| Año                                                                             | Población            | Población | Población      | Sacerdotes | Sacerdotes    | Sacerdotes    | Bautizados por sacerdote | Diáconos permanentes | Religiosos | Religiosos | Parroquias |
| Año                                                                             | Bautizados católicos | Total     | % de católicos | Total      | Clero secular | Clero regular | Bautizados por sacerdote | Diáconos permanentes | Varones    | Mujeres    | Parroquias |
| ------------------------------------------------------------------------------- | -------------------- | --------- | -------------- | ---------- | ------------- | ------------- | ------------------------ | -------------------- | ---------- | ---------- | ---------- |
| 1950                                                                            | 400 000              | 500 000   | 80.0           | 345        | 311           | 34            | 1159                     |                      | 11         | 185        | 498        |
| 1970                                                                            | 440 000              | 487 343   | 90.3           | 301        | 259           | 42            | 1461                     |                      | 52         | 438        | 503        |
| 1980                                                                            | 455 000              | 502 800   | 90.5           | 248        | 190           | 58            | 1834                     |                      | 73         | 455        | 477        |
| 1990                                                                            | 475 000              | 518 000   | 91.7           | 204        | 161           | 43            | 2328                     | 2                    | 58         | 361        | 476        |
| 1999                                                                            | 498 000              | 539 000   | 92.4           | 168        | 132           | 36            | 2964                     | 8                    | 49         | 289        | 60         |
| 2000                                                                            | 380 000              | 557 305   | 68.2           | 159        | 124           | 35            | 2389                     | 10                   | 47         | 284        | 63         |
| 2001                                                                            | 380 000              | 557 305   | 68.2           | 156        | 123           | 33            | 2435                     | 11                   | 45         | 275        | 58         |
| 2002                                                                            | 380 000              | 557 024   | 68.2           | 140        | 111           | 29            | 2714                     | 11                   | 40         | 248        | 58         |
| 2003                                                                            | 380 000              | 557 024   | 68.2           | 139        | 109           | 30            | 2733                     | 13                   | 34         | 248        | 55         |
| 2004                                                                            | 380 000              | 557 024   | 68.2           | 154        | 121           | 33            | 2467                     | 14                   | 37         | 221        | 55         |
| 2013                                                                            | 397 000              | 616 708   | 64.4           | 103        | 82            | 21            | 3854                     | 26                   | 24         | 128        | 44         |
| 2016                                                                            | 400 000              | 640 803   | 62.4           | 93         | 73            | 20            | 4301                     | 26                   | 20         | 98         | 44         |
| 2019                                                                            | 400 000              | 647 000   | 61.8           | 89         | 86            | 3             | 4494                     | 33                   | 3          | 84         | 44         |
| 2021                                                                            | 400 000              | 648 199   | 61.7           | 98         | 81            | 17            | 4081                     | 34                   | 17         | 81         | 47         |
| Fuente: Catholic-Hierarchy, que a su vez toma los datos del Anuario Pontificio. |                      |           |                |            |               |               |                          |                      |            |            |            |

## Episcopologio

### Obispos de Maillezais
- Geoffroy Pouvreau, O.S.B. † (13 de agosto de 1317-después de 1333 falleció)
- Guillaume (Sambuti?) † (mencionado en 1336)[9]
- Jean de Marconnay † (antes del 1343-1359? falleció)
- Guy de Faye † (20 de febrero de 1359-1380 falleció)
- Jean Rousseau, O.P. † (4 de junio de 1380-2 de mayo de 1382 nombrado antiobispo de Osimo)
- Pierre de Thury † (2 de mayo de 1382-12 de julio de 1385 renunció)
- Jean Le Masle † (12 de julio de 1385-1419 falleció)
- Guillaume de Lucé † (16 de octubre de 1420-1432 renunció)
- Thibaut de Lucé † (6 de marzo de 1433-?)
- Louis Rouault † (antes del 1455-1475?)
- Jean III d'Amboise † (31 de julio de 1475-18 de junio de 1481 nombrado obispo de Langres)
  - Federico Sanseverino † (5 de noviembre de 1481-1508 renunció) (administrador apostólico)
  - Pietro Accolti † (1511-10 de marzo de 1518 renunció) (administrador apostólico)
  - Philippe de Luxembourg † (10 de marzo de 1518-24 de marzo de 1518 renunció) (administrador apostólico)
- Geoffroi d'Estissac † (24 de marzo de 1518-1543 falleció)
- Jacques d'Escoubleau de Sourdis † (27 de junio de 1543-1560 renunció)
- Pierre de Pont-Levoy † (10 de marzo de 1561-1568 falleció)
  - Sede vacante (1568-1572)
- Henri d'Escoubleau de Sourdis † (16 de junio de 1572-abril de 1615 falleció)
- Henri II d'Escoubleau de Sourdis † (18 de mayo de 1616-16 de julio de 1629 nombrado arzobispo de Burdeos)
- Henri de Béthune † (19 de noviembre de 1629-4 de mayo de 1648 renunció[nota 3])

### Obispos de La Rochelle

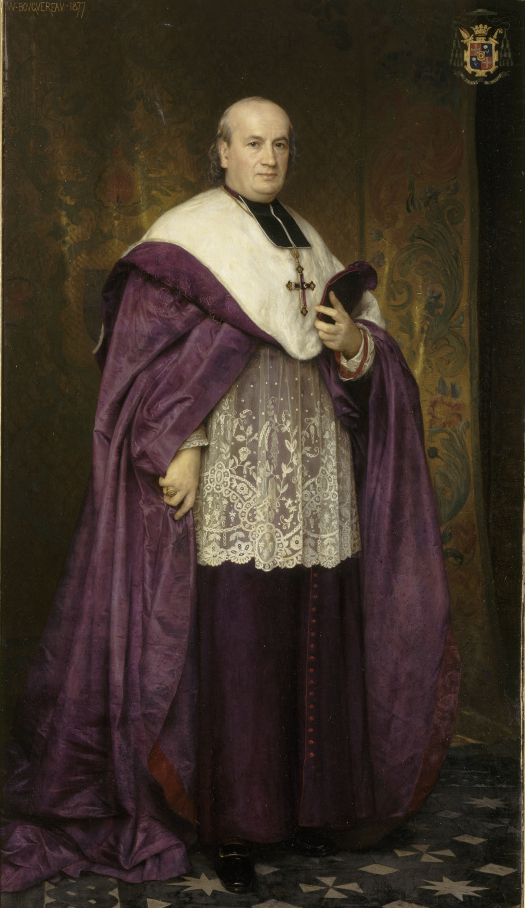
Retrato de Léon-Benoit-Charles Thomas, obra de William-Adolphe Bouguereau

- Jacques Raoul de La Guibourgère † (4 de mayo de 1648-15 de mayo de 1661 falleció)
- Henri-Marie de Laval de Bois-Dauphin † (21 de noviembre de 1661-19 o 22 de noviembre de 1693 falleció)
- Charles-Madeleine Frézeau de Frèzelière † (17 de mayo de 1694-4 de noviembre de 1702 falleció)
- Étienne de Champflour † (14 de mayo de 1703-26 de noviembre de 1724 falleció)
- Jean-Baptiste de Brancas † (5 de septiembre de 1725-17 de agosto de 1729 nombrado arzobispo de Aix)
- Augustin-Roch de Menou de Charnisai † (14 de agosto de 1730-26 de noviembre de 1767 falleció)
- François-Joseph-Emmanuel de Crussol d'Uzès d'Amboise † (20 de junio de 1768-7 de junio de 1789 falleció)
- Jean-Charles de Coucy † (14 de diciembre de 1789-8 de noviembre de 1816 renunció[nota 4])
- Michel-François de Couët du Vivier de Lorry † (17 de abril de 1802-20 de noviembre de 1802 renunció)
- Jean-François Demandolx † (20 de diciembre de 1802-1 de febrero de 1805 nombrado obispo de Amiens)
- Gabriel-Laurent Paillou(x) † (1 de febrero de 1805-15 de diciembre de 1826 falleció)
- Joseph Bernet † (25 de junio de 1827-1 de febrero de 1836 nombrado arzobispo de Aix)
- Clément Villecourt † (1 de febrero de 1836-7 de marzo de 1856 renunció)
- Jean-Baptiste-François-Anne-Thomas Landriot † (16 de junio de 1856-27 de marzo de 1867 nombrado arzobispo de Reims)
- Léon-Benoit-Charles Thomas † (27 de marzo de 1867-24 de marzo de 1884 nombrado arzobispo de Ruan)
- Pierre-Marie-Etienne-Gustave Ardin † (27 de marzo de 1884-11 de julio de 1892 nombrado arzobispo de Sens)
- François-Joseph-Edwin Bonnefoy † (19 de enero de 1893-18 de abril de 1901 nombrado arzobispo de Aix)
- Emile-Paul-Angel-Constant Le Camus † (18 de abril de 1901-29 de septiembre de 1906 falleció)
- Jean-Auguste-François-Eutrope Eyssautier † (27 de noviembre de 1906-7 de marzo de 1923 falleció)
- Eugène Curien † (23 de diciembre de 1923-8 de noviembre de 1937 renunció[nota 5])
- Louis Liagre † (7 de marzo de 1938-10 de agosto de 1955 falleció)
- François Xavier Arthur Florent Morilleau  † (10 de agosto de 1955 por sucesión-23 de marzo de 1963 renunció[nota 6])
- Félix-Marie-Honoré Verdet † (1 de julio de 1963-17 de agosto de 1979 retirado)
- François-Marie-Christian Favreau † (17 de agosto de 1979 por sucesión-8 de septiembre de 1983 nombrado obispo de Nanterre)
- Jacques Louis Antoine Marie David † (21 de febrero de 1985-2 de febrero de 1996 nombrado obispo de Évreux)
- Georges Paul Pontier (5 de agosto de 1996-12 de mayo de 2006 nombrado arzobispo de Marsella)
- Bernard Marie Fernand Housset (28 de noviembre de 2006-9 de marzo de 2016 retirado)
- Georges Colomb, M.E.P., desde el 9 de marzo de 2016
  - François Jacolin, M.D.P.,[nota 7]desde el 22 de junio de 2023 (administrador apostólico sede plena)